# Noodles
Kevin John Wasserman, mer känd som Noodles, född 4 februari 1963 i Inglewood, är en amerikansk musiker som är mest känd som sologitarristen i punkrockbandet The Offspring. Han var medlem i banden The Squids och Clowns of Death innan han 1985 gick med i Manic Subsidal, främst för att han kunde köpa ut alkohol åt de ännu minderåriga Dexter Holland och Greg K. 1986 bytte bandet namn från Manic Subsidal till The Offspring. Noodles har varit gitarrist på samtliga album med The Offspring. Smeknamnet "Noodles" fick han eftersom han ofta spelar slumpmässiga noter på sin gitarr, vilket på engelska kallas för "noodling".
Utöver sin musikkarriär har Noodles arbetat som vaktmästare på Golden West Junior Hostel och senare på Earl Warren Elementary School. Han har även varit manager på en bank. Noodles var tidigare gift med Jackie Patrice Wasserman, men de skilde sig 1994. Tillsammans har de dottern Chelsea Nicole, född 1990, och Noodles har även en son.

## Musikkarriär
Noodles provade först på att spela gitarr vid 12 års ålder, men han började inte spela mer regelbundet förrän vid 18 års ålder. Han var medlem i banden The Squids och Clowns of Death innan han 1985 gick med i Manic Subsidal, främst då han kunde köpa ut alkohol åt de ännu minderåriga Dexter Holland och Greg K. 1986 bytte bandet namn från Manic Subsidal till The Offspring. Efter att The Offspring hade lanserat sitt debutalbum The Offspring 1989 gav de sig ut på en sex veckor lång USA-turné, men under en protestkonsert mot kärnvapen i Hollywood, Kalifornien blev Noodles knivhuggen i axeln av en skinnskalle. En annan skinnskalle kastade senare en molotovcocktail i huvudet på Noodles, vilket gjorde att hans hår började brinna och det ryktades felaktigt om att Noodles avled av skadorna. Även om Holland har skrivit de flesta av The Offsprings låtar skrev Noodles texten till låten "D.U.I." som kom med på deras EP Club Me.

### Instrument
Noodles spelar oftast på Ibanezgitarrer och han har tre stycken specialdesignade gitarrer som ingår i Noodles Model-serien (NDM). Den första varianten, NDM1, består till viss del av silvertejp, på NDM2 syns The Offsprings logotyp med glasögon på och NDM3 har en P90-pickup, även om han själv föredrar DiMarzio Tone Zone-pickup. Tidigare under sin musikkarriär spelade Noodles på flera olika typer av gitarrer såsom Fender Telecaster, Ibanez Talman och Gibson Les Paul. Han äger även gitarrer av märkena Paul Reed Smith, Fender Stratocaster och Jackson Guitars. Som förstärkare använde sig Noodles tidigare av märket Mesa Boogie, men sedan 2000-talet använder han sig istället av VHT Classic Lead-förstärkare. Smeknamnet "Noodles" fick han eftersom han ofta spelar slumpmässiga noter på sin gitarr, vilket på engelska kallas för "noodling". Det var under inspelningen av The Offspring som producenten Thom Wilson gav Noodles hans smeknamn.
Noodles samlar på gitarrer och i oktober 1999 uppgick hans samling till 24 gitarrer.

## Yrkeskarriär och filantropi
Innan Noodles började i Manic Subsidal jobbade han som vaktmästare på Golden West Junior Hostel för att kunna finansiera sina studier (vilket bland annat inkluderade en kurs i engelsk litteratur på universitetsnivå) och under tiden han spelade med The Offspring arbetade han som vaktmästare på Earl Warren Elementary School, men han slutade därifrån i mitten av juni 1994. Noodles har sagt att han mot slutet av sin anställning som vaktmästare blev igenkänd av ungdomarna på skolan. 2009 jobbade han som manager på en bank.
Efter Fukushima-olyckan i mars 2011 uppmuntrade Noodles och Holland, via sin Youtube-kanal, folk att donera pengar till Amerikanska Röda Korset, för att organisationen skulle kunna bistå med humanitär hjälp till de drabbade. Den 11 januari 2014 uppträdde The Offspring under en välgörenhetskonsert på Club Nokia för de drabbade av tyfonen Haiyan.

## Privatliv
Noodles är 191 centimeter lång. Hans mor var sjuksköterska och hans far studerande när de fick honom. Föräldrarna var ogifta och bestämde sig för att adoptera bort Noodles, vilket de gjorde en knapp månad efter hans födelse. Noodles har två syskon vid namn Darren och Sheryl. Noodles far, som var ingenjör inom flyg- och rymdindustrin och senare utbildad arkitekt, avled i maj 2024.  Ett tag under sina tonår blev Noodles religiös, men har i efterhand sagt att det berodde på att han inte visste vad han höll på med. Noodles skilde sig 1994 från sin dåvarande hustru Jacqueline "Jackie" Patrice Wasserman. Tillsammans har de dottern Chelsea Nicole, född 1990, som har utbildat sig till kock bland annat på Nya Zeeland. Han har även sonen Jackson Wasserman, född 2002. Han gifte sig med sin andra hustru i februari 1998. På fritiden gillar Noodles att fiska, åka snowboard och surfa. Han är färgblind och säger att han lider av både mindervärdeskomplex och agorafobi. Noodles är känd för att bära glasögon med konvexa linser (så kallade "flaskbottnar"), vilket skapar en förstorande effekt på hans ögon. Han har en tatuering av vålnaden från TSOL:s debutalbum Dance with Me samt ett ankare med sin fars initialer på sin högerarm.